# 板垣與一
板垣 與一（いたがき よいち、1908年10月15日 - 2003年8月28日）は、日本の経済学者、国際政治学者。1932年に旧制東京商科大学を卒業。以後同大学（のち一橋大学）を研究拠点とし、戦前は植民地政策を研究領域として南方軍占領地の軍政に関与。戦後はアジア政治経済を研究領域とし、アジア経済研究所の設立を提言した。1972年亜細亜大学教授、経済学部長。1988年八千代国際大学初代学長。1972年一橋大学名誉教授。1980年勲二等瑞宝章受章。1984年経済社会学会会長。

## 経歴

### 出生から太平洋戦争終結まで
1908年、富山県射水郡新湊町（現射水市）の漁師の家に生まれた。1921年に富山県立高岡甲種商業学校（現富山県立高岡商業高等学校入学。1926年、小樽高等商業学校に無試験で入学し、手塚寿郎の私設ゼミで学んだ。卒業後は東京商科大学に進んだ。大学では中山伊知郎ゼミナールで学ぶ。1932年に卒業し、同大学研究科に進学。1933年10月に同研究科中退し、同月に同大学補手に採用された。
1935年7月に同大学助手、1940年2月に同大学助教授に昇格。大学では、植民地政策、商業政策を担当。1940年6月からは同大学附属商学専門部教授を兼務。また、1940年7月より海軍省調査課嘱託となる。1940年12月から1941年5月にかけて、蘭印、泰国、仏印、海南島、台湾を歴訪し調査研究を進めた。1942年2月から1947年 には、東京商科大学東亜経済研究所研究員を兼務した。1942年11月、南方軍軍政総監部調査部付となり、同年12月、赤松要団長らとシンガポールに赴任。1943年には、山中篤太郎とともにジャワ島の農村調査を行った。1944年4月には馬来軍政監部調査部員となり、クアラルンプールに赴任。事実上の軍政監部総務部長・浜田弘大佐直属の政策機関として民族工作を担当。1945年7月、イブラヒム・ヤーコブ義勇軍中佐らマレー人指導者を指導して、将来的な自治を目標としてマレー人の民族団体を組織化するクリス（KRIS）運動を発足させた。1945年8月、イポーにて終戦を迎えた。同年9月 クアラ・カンサルよりサラノースキャンプに入所し、そこでマラリアに罹患。1946年8月にようやく復員した。

### 戦後
1949年10月に一橋大学・東京商科大学教授となった（国立学校設置法にともない、1951年4月より一橋大学経済学部へ一元化）。大学では、経済政策・世界経済論を担当。1957年4月に同大学経済学部長兼大学院経済学研究科長となり(～1960年3月)、同年9月から翌1958年9月まで海外へ研究留学。在外研究期間中の1957年8月には岸信介内閣総理大臣にアジア研究所の設立を進言し、1958年に発足した財団法人アジア経済研究所の調査担当理事に就任（1959年まで在任）。1962年3月に学位論文『アジアの民主主義と経済発展』を一橋大学に提出して経済学博士号を取得。1968年4月から1971年3月まで、一橋大学附属図書館長及び評議員を務めた。1972年3月に一橋大学を定年退職し、名誉教授となった。
その後は、1972年4月から1973年3月 特殊法人貿易研修センター理事・教学長。1973年4月より亜細亜大学経済学部教授となり、経済政策・国際関係概論を担当した。1974年4月から同大学大学院の経済学研究科委員長、1977年10月から同大学経済学部長、1979年10月から同大学経済学部経済社会研究所長を務めた。1986年3月に亜細亜大学を定年退職し、その後も同大学経済学部及び大学院経済学研究科に非常勤講師として教鞭をとった。
1988年4月に八千代国際大学（現秀明大学）が設立されると、初代学長となった。1993年に同大学を退職。
晩年は東京都練馬区に住んだ。2003年膵癌のため東京都中央区の病院で死去。享年94。

### 学会・社会活動
- 1940年：日本経済政策学会幹事・理事・常務理事[23][17]。
- 1951年：教科用図書検定調査審議会調査員[24]。
- 1956年：日本国際政治学会理事[25][17]。
- 1960年：(財)日本国際問題研究所理事[26]亜大紀要 (1986, p. 151)。
- 1961年12月-1972年1月：日本経済学会連合評議員兼理事および経済学研究連絡委員会委員[17]。
- 1961年：日本学術会議経済学研究連絡委員幹事。
- 1963年1月-1967年1月：財団法人アジア政経学会代表理事[17]。
- 1966年：経済社会学会理事・常務理事[27]。
- 1967年：大学設置審議会大学設置分科会専門委員。
- 1968年6月-1971年6月：国立大学図書館協議会理事[17]。
- 1968年-1970年：毎日新聞社アジア調査会理事。
- 1969年1月-1972年1月：日本学術会議第8期会員[17]。
- 1969年10月：財団法人貿易研修センター客員教授[28]。
- 1944年10月：財団法人世界経済研究協会常務理事[28]。
- 1971年6月：日本シオス協会参与[28]。
- 1971年8月：文部省大学設置審議会専門委員[28]。
- 1971年10月：日本学術振興会流動研究員等審査会副委員長[28]。
- 1971年-1973年：通商産業省産業構造審議会委員[28]。
- 1973年9月：昭和48年度文部省文化勲章受章者選考委員、文化功労者選考審査会委員（文部省）[17]。
- 1974年2月-1980年2月：(財)放送文化基金審査委員会委員[29]。
- 1975年4月-1979年4月：(財)ユネスコアジア文化センター評議員[29]。
- 1975年6月：中東経済研究所理事[30]。
- 1977年2月：アジア経済研究所参与[30]。
- 1978年6月‐1984年5月： 日本経済学会連合理事[29]。
- 1982年3月：国際大学理事[30]。
- 1983年11月：比較文明学会理事[30]。
- 1984年3月：金子教育団理事・評議員[30]。
- 1984年5月：日本経済学会連合顧問[29]。
- 1984年11月：（財）金子国際文化交流財団専務理事、評議員[30]。
- 1984年11月：経済社会学会会長[30]。
  - 上記のほかに、文部省視学委員（4年）、教育課程審議会委員（2年）、大学設置審議会（経済学）専門委員（5年）、通産省産業構造審議会委員（2年）、中東調査会理事、AIESEC日本委員会初代常任理事等も務めた。

## 受賞・栄典
- 1962年11月：『アジアの民族主義と経済発展』で日経・経済図書文化賞受賞[29]。
- 1972年 4月：一橋大学名誉教授[5]。
- 1978年10月：アジア政経学会名誉会員[29]。
- 1980年 5月：日本経済政策学会名誉会員[29]。
- 1980年10月：日本国際政治学会名誉理事[29]。
- 1980年 4月：勲二等瑞宝章受章[29]。

## 研究内容・業績

### 門下
- 大川政三（一橋大学名誉教授）、松田賀孝（琉球大学名誉教授）[31]、間苧谷榮（亜細亜大学教授）[32]、長尾眞文（広島大学名誉教授）等[33]。

### ゼミ生
- 鈴木典比古（経営学者、元国際教養大学学長、元国際基督教大学学長）[34]
- 竹原茂（経済学者、麗澤大学名誉教授、元ラオス政府経済計画省計画課長）[34]
- 内藤能房（経済学者、元名古屋市立大学副学長）[33]
- 三枝匡（経営コンサルタント、ミスミグループ本社名誉会長、元内閣府参与）[35]
- 岡本毅（元東京ガス社長、元日本経団連副会長）[34]
- 岡本行夫（外交評論家、元内閣総理大臣補佐官、元立命館大学客員教授、元青山学院大学特別招聘教授）[34]
- 重家俊範（元駐韓国大使）[34]
- 辻本甫（元駐アラブ首長国連邦大使）[34]
- 小野正昭（元駐メキシコ大使）[34]

## 家族・親族
- 妻：瓜谷長造（実業家）の長女。妻の妹瓜谷圭子は板垣の紹介で小島清（一橋大学名誉教授）と結婚。
- 長男：板垣哲史はディーラー。元シティバンク、エヌ・エイ東京支店ヴァイス・プレジデント。実業家の菊川曉は孫にあたる。
- 娘婿：早瀬勇は実業家。元金沢星稜大学学長[36]。

## 著作
- 『政治経済学の方法』日本評論社、1942年[37][29]。
- 『世界政治経済論』新紀元社、1951年[37][29]。
- 『アジアの民族主義と経済発展‐東南アジア近代化の起点』東洋経済新報社、1962年[37][38]。
- 『現代ナショナリズム‐視点と方法』論創社、1985年[37][39]。